# Кралски дворец в Аранхуес
Кралският дворец в Аранхуес (на испански: Palacio Real de Aranjuez) е официална резиденция на испанския крал, която се намира в Аранхуес, провинция Мадрид.
Дворецът е обявен за част от световното културно наследство на ЮНЕСКО и е отворен за посещения.
Строежът на двореца в Аранхуес започва при управлението на Филип II Испански. Планът на комплекса е изработен от архитектите Хуан Батиста де Толедо и Хуан де Ерера, които изработват и архитектурния план на Ескориал. Дворецът е завършен при управлението на Фернандо VI, а при управлението на Карлос III към двореца са добавени две допълнителни крила.
Огромните градини на двореца, създадени, за да го предпазват от праха и горещините на испанските равнини чрез използване на водите на близките реки Тахо и Харама, са сред най-ярките образци на градинарското изкуство от времето на испанските Хабсбурги.
Вдъхновен от красотата на градините, испанският композитор Хоакин Родриго написва своето най-известно произведение – Concierto de Aranjuez („Аранхуески концерт“).